# Metallea papua
Metallea papua är en tvåvingeart som beskrevs av Hiromu Kurahashi 1987. Metallea papua ingår i släktet Metallea och familjen Rhiniidae. Inga underarter finns listade i Catalogue of Life.